# لوبوك
لوبوك هي مدينة في ولاية تكساس في الولايات المتحدة الأمريكية.

## التركيبة السكانية
حدّد مكتب تعداد الولايات المتحدة بيانات التركيبة السكانية للوبوك في تعداد الولايات المتحدة. في ما يلي، التركيبة السكانية حسب تعدادي 2000 و2010.

### تعداد عام 2000
بلغ عدد سكان لوبوك 199,564 نسمة بحسب تعداد عام 2000، وبلغ عدد الأسر 77,527 أسرة وعدد العائلات 48,547 عائلة مقيمة في المدينة. في حين سجلت الكثافة السكانية 567.2 نسمة لكل كيلومتر مربع (1,469.0/ميل2). وبلغ عدد الوحدات السكنية 84,066 وحدة بمتوسط كثافة قدره 238.9 لكل كيلومتر مربع (618.7/ميل2).
وتوزع التركيب العرقي للمدينة بنسبة 72.87% من البيض و8.66% من الأمريكيين الأفارقة و0.56% من الأمريكيين الأصليين و1.54% من الأمريكيين ذوي الأصول الآسيوية و0.03% من سكان جزر المحيط الهادئ و14.32% من الأعراق الأخرى و2.01% من عرقين مختلطين أو أكثر و27.45% من الهسبانيون أو اللاتينيون من أي عرق.
بلغ عدد الأسر 77,527 أسرة كانت نسبة 33.9% منها لديها أطفال تحت سن الثامنة عشر تعيش معهم، وبلغت نسبة الأزواج القاطنين مع بعضهم البعض 45.6% من أصل المجموع الكلي للأسر، ونسبة 12.9% من الأسر كان لديها معيلات من الإناث دون وجود شريك، بينما كانت نسبة 4.2% من الأسر لديها معيلون من الذكور دون وجود شريكة وكانت نسبة 37.4% من غير العائلات. تألفت نسبة 28.3% من أصل جميع الأسر من عدة أفراد يعيشون في نفس المنزل ونسبة 8% كانت تتألف من شخص يعيش بمفرده يبلغ من العمر 65 عاماً أو أكثر. وبلغ متوسط حجم الأسرة المعيشية 2.47، أما متوسط حجم العائلات فبلغ 3.07.
بلغ العمر الوسطي للسكان 29.7 عاماً. وكانت نسبة 24.7% من القاطنين تحت سن الثامنة عشر، وكانت نسبة 15.3% بين الثامنة عشر والرابعة والعشرين عاماً، ونسبة 27.1% كانت واقعةً في الفئة العمرية ما بين الخامسة والعشرين والرابعة والأربعين عاماً، ونسبة 18.2% كانت ما بين الخامسة والأربعين والرابعة والستين، ونسبة 10.4% كانت ضمن فئة الخامسة والستين عاماً فما فوق. يوجد لكل 100 أنثى 94.0 ذكر، ويوجد لكل 100 أنثى في الثامنة عشر من عمرها فما فوق 90.3 ذكر.
بلغ متوسط دخل الأسرة في المدينة 31,844 دولارًا، أما متوسط دخل العائلة فبلغ 41,418 دولارًا. وكان متوسط دخل الذكور 30,222 دولارًا مقابل 21,708 دولارًا للإناث. وسجل دخل الفرد الخاص بالمدينة 17,511 دولارًا. وكانت نسبة 12% من العائلات ونسبة 18.4% من السكان تحت خط الفقر، وكان من هؤلاء نسبة 22.2% تحت سن الثامنة عشر ونسبة 10.1% في الخامسة والستين من العمر وما فوق.

### تعداد عام 2010
بلغ عدد سكان لوبوك 229,573 نسمة بحسب تعداد عام 2010، وبلغ عدد الأسر 88,506 أسرة وعدد العائلات 53,042 عائلة مقيمة في المدينة. في حين سجلت الكثافة السكانية 652.5 نسمة لكل كيلومتر مربع (1,690.0/ميل2). وبلغ عدد الوحدات السكنية 95,926 وحدة بمتوسط كثافة قدره 272.6 لكل كيلومتر مربع (706.0/ميل2).
وتوزع التركيب العرقي للمدينة بنسبة 75.80% من البيض و8.56% من الأمريكيين الأفارقة و0.74% من الأمريكيين الأصليين و2.42% من الأمريكيين ذوي الأصول الآسيوية و0.07% من سكان جزر المحيط الهادئ و9.89% من الأعراق الأخرى و2.52% من عرقين مختلطين أو أكثر و32.07% من الهسبانيون أو اللاتينيون من أي عرق.
بلغ عدد الأسر 88,506 أسرة كانت نسبة 31.4% منها لديها أطفال تحت سن الثامنة عشر تعيش معهم، وبلغت نسبة الأزواج القاطنين مع بعضهم البعض 40.9% من أصل المجموع الكلي للأسر، ونسبة 14% من الأسر كان لديها معيلات من الإناث دون وجود شريك، بينما كانت نسبة 5.1% من الأسر لديها معيلون من الذكور دون وجود شريكة وكانت نسبة 40.1% من غير العائلات. تألفت نسبة 28.8% من أصل جميع الأسر من عدة أفراد يعيشون في نفس المنزل ونسبة 7.9% كانت تتألف من شخص يعيش بمفرده يبلغ من العمر 65 عاماً أو أكثر. وبلغ متوسط حجم الأسرة المعيشية 2.48، أما متوسط حجم العائلات فبلغ 3.09.
بلغ العمر الوسطي للسكان 29.2 عاماً. وكانت نسبة 23.5% من القاطنين تحت سن الثامنة عشر، وكانت نسبة 19% بين الثامنة عشر والرابعة والعشرين عاماً، ونسبة 25.8% كانت واقعةً في الفئة العمرية ما بين الخامسة والعشرين والرابعة والأربعين عاماً، ونسبة 20.9% كانت ما بين الخامسة والأربعين والرابعة والستين، ونسبة 10.8% كانت ضمن فئة الخامسة والستين عاماً فما فوق. وتوزع التركيب الجنسي للسكان بنسبة 49.1% ذكور و50.9% إناث.

## المناخ
يظهر الجدول التالي التغييرات المناخية على مدار السنة للوبوك:
| البيانات المناخية لـلوبوك                                                 | البيانات المناخية لـلوبوك | البيانات المناخية لـلوبوك | البيانات المناخية لـلوبوك | البيانات المناخية لـلوبوك | البيانات المناخية لـلوبوك | البيانات المناخية لـلوبوك | البيانات المناخية لـلوبوك | البيانات المناخية لـلوبوك | البيانات المناخية لـلوبوك | البيانات المناخية لـلوبوك | البيانات المناخية لـلوبوك | البيانات المناخية لـلوبوك | البيانات المناخية لـلوبوك |
| الشهر                                                                     | يناير                     | فبراير                    | مارس                      | أبريل                     | مايو                      | يونيو                     | يوليو                     | أغسطس                     | سبتمبر                    | أكتوبر                    | نوفمبر                    | ديسمبر                    | المعدل السنوي             |
| ------------------------------------------------------------------------- | ------------------------- | ------------------------- | ------------------------- | ------------------------- | ------------------------- | ------------------------- | ------------------------- | ------------------------- | ------------------------- | ------------------------- | ------------------------- | ------------------------- | ------------------------- |
| الدرجة القصوى °ف (°م)                                                     | 87 (31)                   | 89 (32)                   | 95 (35)                   | 104 (40)                  | 109 (43)                  | 114 (46)                  | 109 (43)                  | 109 (43)                  | 105 (41)                  | 100 (38)                  | 90 (32)                   | 83 (28)                   | 114 (46)                  |
| متوسط درجة الحرارة الكبرى °ف (°م)                                         | 54.1 (12.3)               | 58.9 (14.9)               | 66.7 (19.3)               | 75.4 (24.1)               | 83.8 (28.8)               | 90.6 (32.6)               | 92.8 (33.8)               | 91.3 (32.9)               | 84.5 (29.2)               | 75.2 (24.0)               | 63.6 (17.6)               | 54.1 (12.3)               | 74.3 (23.5)               |
| متوسط درجة الحرارة الصغرى °ف (°م)                                         | 26.4 (−3.1)               | 30.1 (−1.1)               | 37.0 (2.8)                | 45.7 (7.6)                | 55.9 (13.3)               | 64.2 (17.9)               | 67.7 (19.8)               | 66.6 (19.2)               | 58.8 (14.9)               | 47.9 (8.8)                | 35.9 (2.2)                | 27.1 (−2.7)               | 47.0 (8.3)                |
| أدنى درجة حرارة °ف (°م)                                                   | −16 (−27)                 | −17 (−27)                 | −2 (−19)                  | 18 (−8)                   | 27 (−3)                   | 39 (4)                    | 49 (9)                    | 43 (6)                    | 33 (1)                    | 17 (−8)                   | −1 (−18)                  | −2 (−19)                  | −17 (−27)                 |
| الهطول إنش (مم)                                                           | 0.65 (17)                 | 0.75 (19)                 | 1.10 (28)                 | 1.41 (36)                 | 2.30 (58)                 | 3.04 (77)                 | 1.91 (49)                 | 1.91 (49)                 | 2.51 (64)                 | 1.93 (49)                 | 0.85 (22)                 | 0.76 (19)                 | 19.12 (486)               |
| متوسط تساقط الثلوج إنش (سم)                                               | 2.6 (6.6)                 | 1.6 (4.1)                 | 0.6 (1.5)                 | 0.2 (0.51)                | 0.0 (0.0)                 | 0.0 (0.0)                 | 0.0 (0.0)                 | 0.0 (0.0)                 | 0.0 (0.0)                 | —                         | 0.9 (2.3)                 | 2.3 (5.8)                 | 8.2 (21)                  |
| متوسط أيام هطول الأمطار (≥ 0.01 in)                                       | 3.7                       | 4.5                       | 5.0                       | 4.8                       | 7.3                       | 8.2                       | 6.2                       | 6.9                       | 5.8                       | 5.7                       | 3.8                       | 4.4                       | 66.3                      |
| متوسط الأيام المثلجة (≥ 0.1 in)                                           | 1.9                       | 1.4                       | 0.8                       | 0.2                       | 0.0                       | 0.0                       | 0.0                       | 0.0                       | 0.0                       | 0.1                       | 0.6                       | 1.8                       | 6.8                       |
| متوسط الرطوبة النسبية (%)                                                 | 57.9                      | 56.7                      | 49.7                      | 47.2                      | 52.8                      | 55.7                      | 54.5                      | 59.4                      | 64.3                      | 59.3                      | 57.7                      | 59.5                      | 56.2                      |
| ساعات سطوع الشمس الشهرية                                                  | 210.1                     | 202.9                     | 267.8                     | 286.3                     | 310.7                     | 326.0                     | 338.0                     | 318.6                     | 261.6                     | 258.2                     | 214.7                     | 201.7                     | 3٬196٫6                   |
| نسبة وصول أشعة الشمس                                                      | 66                        | 66                        | 72                        | 73                        | 72                        | 76                        | 77                        | 77                        | 71                        | 73                        | 69                        | 65                        | 72                        |
| المصدر: NOAA (extremes 1911–present, sun and relative humidity 1961–1990) |                           |                           |                           |                           |                           |                           |                           |                           |                           |                           |                           |                           |                           |

## توأمة
للوبوك اتفاقيات توأمة مع:
- ليون

## أعلام
- برستون سميث
- تشيس كراوفورد
- نورمان بيتي
- بودي هولي
- جون لي سميث